# Jarosław Mokros
Jarosław Mokros (Łódź, 21 gennaio 1990) è un cestista polacco.

## Palmarès
- Campionato polacco: 2

Zielona Góra: 2016-17
Stal Ostrów: 2020-21
- Coppa di Polonia: 2

Zielona Góra: 2017
Stal Ostrów: 2022
- Alpe Adria Cup: 1

Dąbrowa Górnicza: 2022-2023